# Islandia en los Juegos Olímpicos de Tokio 1964
Islandia estuvo representada en los Juegos Olímpicos de Tokio 1964 por un total de 4 deportistas que compitieron en 2 deportes.  
El portador de la bandera en la ceremonia de apertura fue el atleta Valbjörn Þorláksson. El equipo olímpico islandés no obtuvo ninguna medalla en estos Juegos.